# Caldaro dell'Argentario
Le caldaro dell'Argentario est la soupe de poisson que les pêcheurs de Monte Argentario, sur le littoral de la Toscane, préparent et mangent pendant la pose des chaluts.
Il tire son nom, caldaro, de la grande marmite dans laquelle on fait cuire sans attendre, souvent directement sur les rochers, le poisson frais du jour. C'est l'un des plats traditionnels de Monte Argentario, dans la province de Grosseto.